# Quesnoy-sur-Deûle
Pour les articles homonymes, voir Quesnoy.
Quesnoy-sur-Deûle est une commune française située dans le département du Nord (59), en région Hauts-de-France.

## Géographie

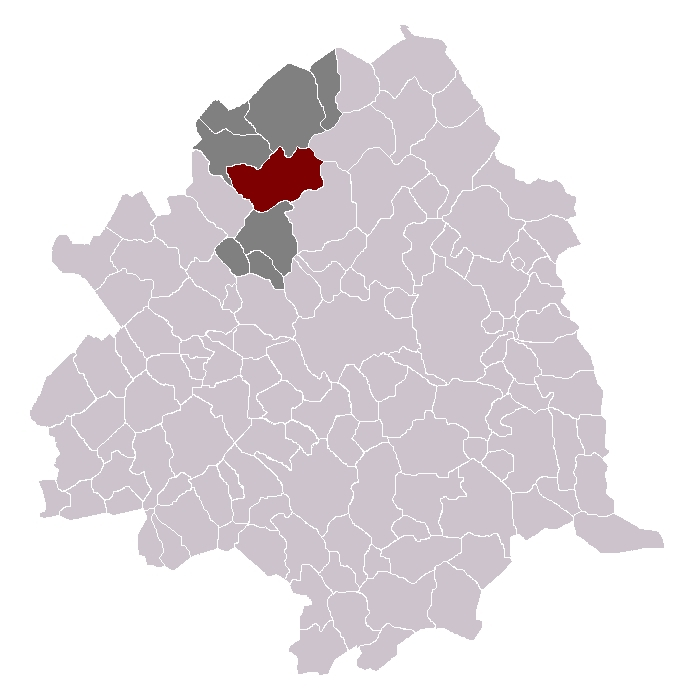
Quesnoy-sur-Deûle dans son canton et son arrondissement.

Sur l'ex-route nationale 49 (devenue en 2006 la route départementale 949), Quesnoy-sur-Deûle doit son nom au passage de la Deûle qui coupe la ville en deux.
Située à 12 kilomètres de Lille, à 6 kilomètres de la frontière belge et à 4 kilomètres de la rocade nord-ouest, cette ville présente à la fois les attraits de la ville et de la campagne.

### Communes limitrophes
| Deûlémont   | Comines           | Linselles   |
|             | Quesnoy-sur-Deûle | Wambrechies |
| Frelinghien | Verlinghem        |             |

### Hydrographie

#### Réseau hydrographique
La commune est située dans le bassin Artois-Picardie. Elle est drainée par le canal de la Deûle, le Courant de Rostope, la Becque de prés bévin, la Becque du Plaquet, le Grand Cabaret et divers autres petits cours d'eau,.
Le canal de la Deûle est un canal, chenal navigable, d'une longueur de 59 km, prend sa source dans la commune de Douai et se jette  dans la Lys à Deûlémont, après avoir traversé 40 communes. Les caractéristiques hydrologiques du canal de la Deûle sont données par la station hydrologique située sur la commune. Le débit moyen mensuel est de 8,05 m3/s. Le débit moyen journalier maximum est de 74,813 octobre 2 022 144 m3/s, atteint le 20 mai 2008.

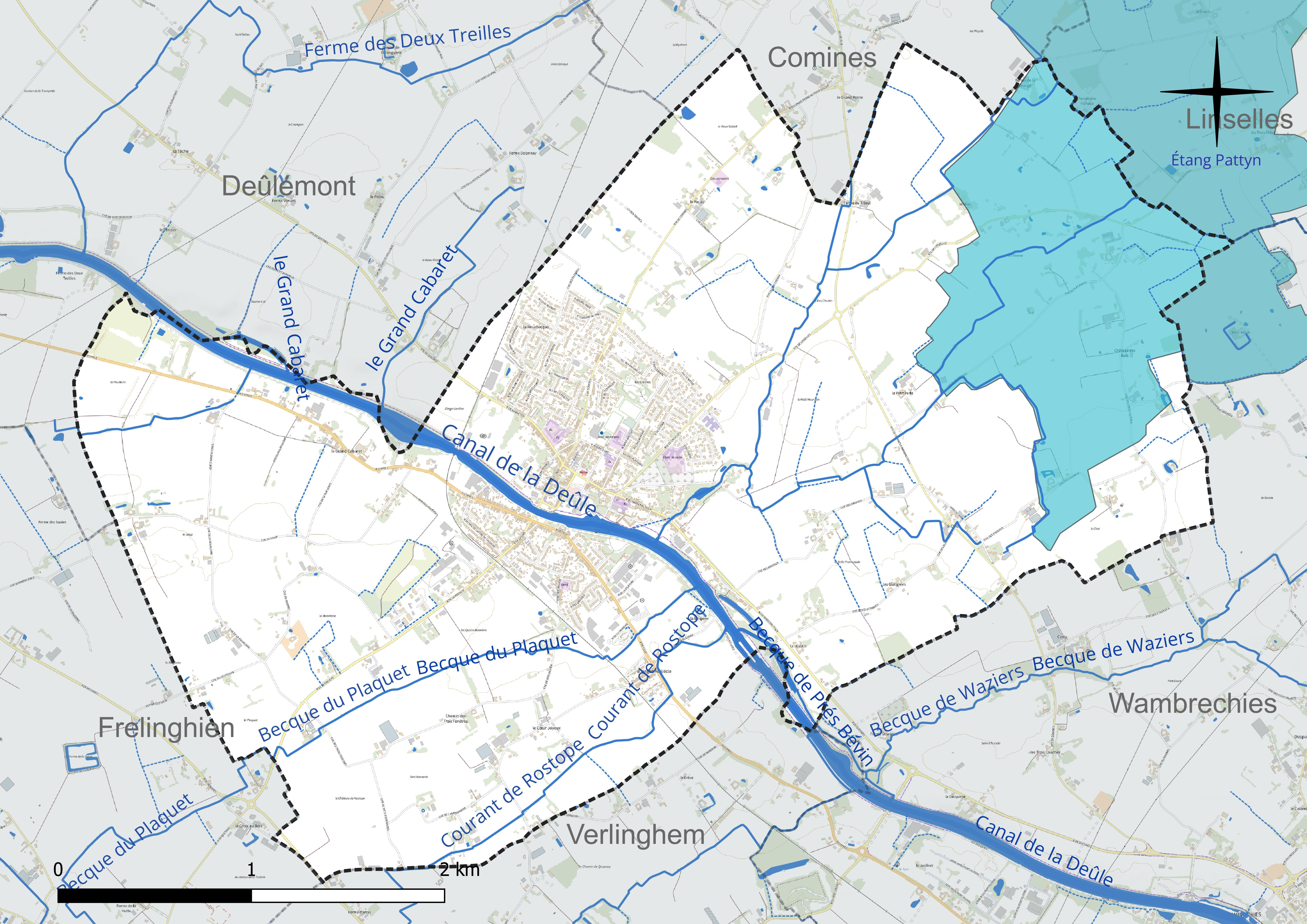
Réseau hydrographique de Quesnoy-sur-Deûle.

#### Gestion et qualité des eaux
Le territoire communal est couvert par le schéma d'aménagement et de gestion des eaux (SAGE) « Marque Deûle ». Ce document de planification concerne un territoire de 1 120 km2 de superficie, délimité par les bassins versants de la Marque et de la Deûle, formant une vaste cuvette sédimentaire de 40 km de long et de 25 km de large, où la pente est très faible. Le périmètre a été arrêté le 2 décembre 2005 et le SAGE proprement dit a été approuvé le 9 mars 2020. La structure porteuse de l'élaboration et de la mise en œuvre est la Métropole européenne de Lille. 
La qualité des cours d'eau peut être consultée sur un site dédié géré par les agences de l'eau et l'Agence française pour la biodiversité. 

### Climat
Pour des articles plus généraux, voir Climat des Hauts-de-France et Climat du Nord.
En 2010, le climat de la commune est de type climat océanique dégradé des plaines du Centre et du Nord, selon une étude du CNRS s'appuyant sur une série de données couvrant la période 1971-2000. En 2020, Météo-France publie une typologie des climats de la France métropolitaine dans laquelle la commune est exposée à un climat océanique et est dans la région climatique  Nord-est du bassin Parisien, caractérisée par un ensoleillement médiocre, une pluviométrie moyenne régulièrement répartie au cours de l'année et un hiver froid (3 °C). 
Pour la période 1971-2000, la température annuelle moyenne est de 10,6 °C, avec une amplitude thermique annuelle de 14,3 °C. Le cumul annuel moyen de précipitations est de 683 mm, avec 11,9 jours de précipitations en janvier et 8,6 jours en juillet. Pour la période 1991-2020, la température moyenne annuelle observée sur la station météorologique la plus proche, située sur la commune de Lesquin à 16 km à vol d'oiseau, est de 11,3 °C et le cumul annuel moyen de précipitations est de 740,0 mm,. Pour l'avenir, les paramètres climatiques de la commune estimés pour 2050 selon différents scénarios d'émission de gaz à effet de serre sont consultables sur un site dédié publié par Météo-France en novembre 2022.

## Urbanisme

### Typologie
Au 1er janvier 2024, Quesnoy-sur-Deûle est catégorisée petite ville, selon la nouvelle grille communale de densité à sept niveaux définie par l'Insee en 2022.
Elle appartient à l'unité urbaine de Lille (partie française), une agglomération internationale regroupant 60  communes, dont elle est une commune de la banlieue,,. Par ailleurs la commune fait partie de l'aire d'attraction de Lille (partie française), dont elle est une commune de la couronne,. Cette aire, qui regroupe 201 communes, est catégorisée dans les aires de 700 000 habitants ou plus (hors Paris),.

### Occupation des sols
L'occupation des sols de la commune, telle qu'elle ressort de la base de données européenne d'occupation biophysique des sols Corine Land Cover (CLC), est marquée par l'importance des territoires agricoles (82,9 % en 2018), en diminution par rapport à 1990 (87,2 %). La répartition détaillée en 2018 est la suivante : 
terres arables (78,9 %), zones urbanisées (17,1 %), zones agricoles hétérogènes (4 %). L'évolution de l'occupation des sols de la commune et de ses infrastructures peut être observée sur les différentes représentations cartographiques du territoire : la carte de Cassini (XVIIIe siècle), la carte d'état-major (1820-1866) et les cartes ou photos aériennes de l'IGN pour la période actuelle (1950 à aujourd'hui).

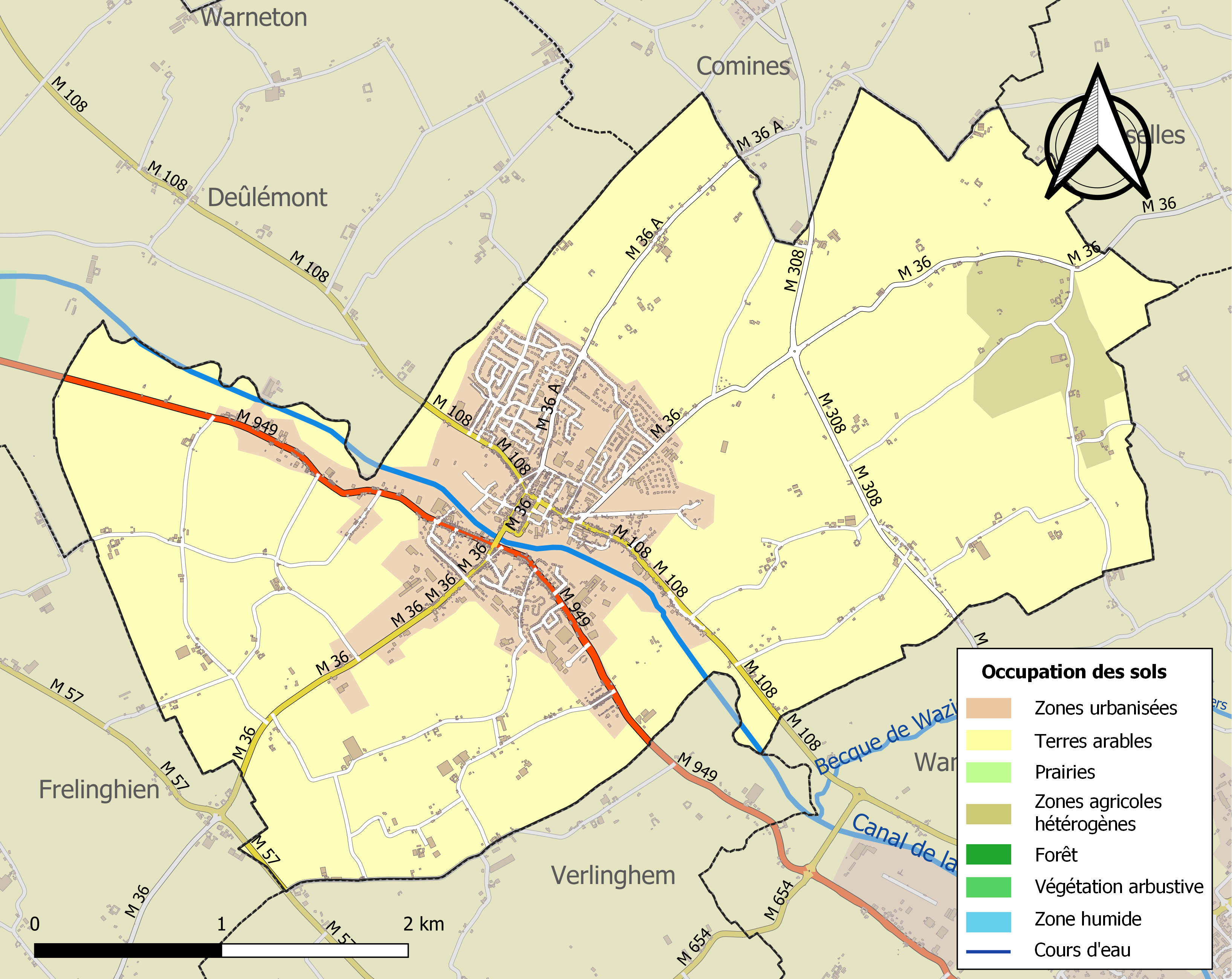
Carte des infrastructures et de l'occupation des sols de la commune en 2018 (CLC).

### Voies de communication et transports
La gare de Quesnoy-sur-Deûle était desservie par des trains TER Hauts-de-France assurant des missions entre les gares de Lille-Flandres et de Comines. La desserte ferroviaire est remplacée par des autocars depuis la fermeture de la ligne en décembre 2019. La gare de Deûlémont, située sur la même ligne, se trouve sur le territoire communal.
La commune est desservie, en 2023, par la Liane 90, les lignes 76, 81, 88, 902, 975, 978 et par les lignes de transport à la demande 22R, 27R et 76R du réseau Ilévia.

## Toponymie
Attestations anciennes : Caisnoit 1132, De Kaisneto 1138.
Du vieux picard caisnoi « chênaie », issu du bas latin cassinetu ou cassanetu, du bas latin d'origine gauloise cassanus ou cassinus (peut-être influencé par fraxinus, frêne), suivi du suffixe latin -etum désignant un « lieu planté d'arbres appartenant à la même espèce » et qui a évolué en -oit> -oy en picard, alors qu'ailleurs dans le domaine d'oïl, il a généralement donné -ay (> français moderne -aie, d'une forme féminine -aye. cf. chênaie).
Homonymie avec le Quesnoy, etc.

## Héraldique
|  | Les armes de Quesnoy-sur-Deûle se blasonnent ainsi : « Échiqueté d'or et de gueules. ». Le Blason de la ville reprend les armes des seigneurs de Quesnoy lez Peruwelz (B), (il y a donc erreur de famille lors de leur choix au XIXe siècle), accompagnées de la croix de guerre accordée en 1920, comme à la majorité des villes du secteur, à cause des destructions et des pertes qu'elles ont subies. |

## Histoire
Quesnoy-sur-Deûle est située à l'écart des grandes voies gallo-romaines et médiévales, mais sur l'unique route reliant Lille à Comines, sa voisine.
On ignore la date exacte de création du bourg ou village, mais il est cité par une bulle papale du 2 mars 1143 publiée par Célestin II, qui confirme la donation par Simon (évêque de Tournai) de l'autel du Quesnoy au Chapitre de Saint-Pierre, de Lille (ce territoire relève du Diocèse de Tournai du Ve siècle au Concordat).
En 1230, les Seigneurs de Quesnoy sont cités dans les lettres de fondation de l'abbaye de Marquette. Le village est nommé Kezenet ou Kiezenet en flamand, la langue parlée dans la région.
La famille de/du Quesnoy reste seigneur du lieu jusqu'à la fin du XIVe siècle puis la seigneurie passe par achat au comte de Flandre puis par donation au chapitre St Pierre de Lille (1425), par échange à Guy Guillebaut (1429) et enfin par succession aux d'Oignies (vers 1446), aux Mailly (vers 1572) puis aux Croÿ (1768).
Le 15 mai 1596, sont données à Vecca, en Castille, des lettres de chevalerie pour Louis de Mailly (Maison de Mailly), seigneur de Quesnoy-sur-Deûle.
Le 25 avril 1661, des lettres de Madrid érigent en marquisat (titre de marquis) la terre et seigneurie du Quesnoy en faveur de Philippe de Mailly, seigneur du Quesnoy, descendant en ligne directe de la très ancienne et très noble famille de Mailly qui compte dans ses rangs plusieurs chevaliers des ordres de France, un grand pannetier, un grand chambellan de ce royaume et Gilles de Mailly qui portait le heaume de guerre aux funérailles du comte de Flandre Louis de Male.
Jusqu'au XVIIIe siècle, Quesnoy souffre des pillages des armées françaises aux XIIIe et XVIe siècles ; château et église sont brûlés en 1579.
Quesnoy doit son essor à la Deûle où pas moins de 2 400 bateaux passent par an.
Lors des guerres de la Révolution française, en 1792, la ville a résisté à l'ennemi qui cherchait à l'occuper et a dû y renoncer.
En 1808, on trouve à Quesnoy un dépôt de sûreté, où on enferme les petits délinquants avant leur transfert en maison d'arrêt à Lille.
Dès le XIXe siècle, au village rural s'ajoutent de nombreuses industries (lin, huileries, brasseries, distilleries, sucrerie, tannerie…). Elles apportent une prospérité économique.
Du fait de sa position, Quesnoy a souffert des guerres, notamment celle de 1914-1918 durant laquelle la ville est détruite à 95 %. La population, qui déplore 45 morts civils, est évacuée vers des communes moins exposées en mai-juin 1917, et ne reviendra pas entièrement après la guerre, d'où le long creux qui apparaît dans l'histogramme démographique. On loge la population dans des logements provisoires appelés « tonneaux » en raison de leur forme. Le 5 février 1922, Charles Reibel, ministre des régions libérées, vient se rendre compte de la situation lors d'une visite.
La ville, chef-lieu du canton jusqu'à la réforme de 2015, appartient à la communauté urbaine de Lille depuis 1966 et s'est jumelée en 1990 à Swisttal-Buschhoven en Allemagne.

## Population et société

### Démographie

#### Évolution démographique
L'évolution du nombre d'habitants est connue à travers les recensements de la population effectués dans la commune depuis 1793. Pour les communes de moins de 10 000 habitants, une enquête de recensement portant sur toute la population est réalisée tous les cinq ans, les populations de référence des années intermédiaires étant quant à elles estimées par interpolation ou extrapolation. Pour la commune, le premier recensement exhaustif entrant dans le cadre du nouveau dispositif a été réalisé en 2007.

En 2022, la commune comptait 6 863 habitants, en évolution de +1,22 % par rapport à 2016 (Nord : +0,51 %, France hors Mayotte : +2,11 %).
| 1793  | 1800  | 1806  | 1821  | 1831  | 1836  | 1841  | 1846  | 1851  |
| ----- | ----- | ----- | ----- | ----- | ----- | ----- | ----- | ----- |
| 3 672 | 4 002 | 4 081 | 4 296 | 4 209 | 4 207 | 4 233 | 4 184 | 4 238 |

| 1856  | 1861  | 1866  | 1872  | 1876  | 1881  | 1886  | 1891  | 1896  |
| ----- | ----- | ----- | ----- | ----- | ----- | ----- | ----- | ----- |
| 4 317 | 4 446 | 4 512 | 4 660 | 5 014 | 5 051 | 5 064 | 5 328 | 5 254 |

| 1901  | 1906  | 1911  | 1921  | 1926  | 1931  | 1936  | 1946  | 1954  |
| ----- | ----- | ----- | ----- | ----- | ----- | ----- | ----- | ----- |
| 5 040 | 5 045 | 5 121 | 2 533 | 3 400 | 3 588 | 3 503 | 3 720 | 3 990 |

| 1962  | 1968  | 1975  | 1982  | 1990  | 1999  | 2006  | 2007  | 2012  |
| ----- | ----- | ----- | ----- | ----- | ----- | ----- | ----- | ----- |
| 4 106 | 4 588 | 4 810 | 5 427 | 5 775 | 6 380 | 6 893 | 6 967 | 6 969 |

| 2017  | 2022  | - | - | - | - | - | - | - |
| ----- | ----- | - | - | - | - | - | - | - |
| 6 758 | 6 863 | - | - | - | - | - | - | - |

#### Pyramide des âges
La population de la commune est relativement jeune.
En 2018, le taux de personnes d'un âge inférieur à 30 ans s'élève à 36,8 %, soit en dessous de la moyenne départementale (39,5 %). À l'inverse, le taux de personnes d'âge supérieur à 60 ans est de 22,4 % la même année, alors qu'il est de 22,5 % au niveau départemental.
En 2018, la commune comptait 3 330 hommes pour 3 484 femmes, soit un taux de 51,13 % de femmes, légèrement inférieur au taux départemental (51,77 %).
Les pyramides des âges de la commune et du département s'établissent comme suit.
| Hommes | Classe d’âge | Femmes |
| ------ | ------------ | ------ |
| 0,5    | 90 ou +      | 1,2    |
| 5,4    | 75-89 ans    | 8,8    |
| 13,9   | 60-74 ans    | 14,9   |
| 22,7   | 45-59 ans    | 21,7   |
| 18,6   | 30-44 ans    | 18,5   |
| 17,4   | 15-29 ans    | 15,6   |
| 21,4   | 0-14 ans     | 19,3   |

| Hommes | Classe d’âge | Femmes |
| ------ | ------------ | ------ |
| 0,5    | 90 ou +      | 1,4    |
| 5,3    | 75-89 ans    | 8,1    |
| 14,8   | 60-74 ans    | 16,2   |
| 19,1   | 45-59 ans    | 18,4   |
| 19,5   | 30-44 ans    | 18,7   |
| 20,7   | 15-29 ans    | 19,1   |
| 20,2   | 0-14 ans     | 18     |

## Jumelages
- Swisttal (Allemagne). Depuis plus de 25 ans Quesnoy entretient des rapports avec Buschhoven, une commune proche de Bonn. Les contacts avaient d'abord été établis entre leurs corps de pompiers et musiciens. En 1990 un jumelage officiel est scellé. Entretemps, Buschhoven est rattachée au regroupement de dix communes de la vallée de la Swist qui a pris le nom de Swisttal. Situées à 380 km l'une de l'autre, les communes échangent principalement entre municipalités par le biais d'un voyage annuel de micro-délégations, dans un sens les années paires et dans l'autre les années impaires.

| Ville | Ville    | Pays | Pays      | Période     |
| ----- | -------- | ---- | --------- | ----------- |
|       | Swisttal |      | Allemagne | depuis 1990 |

## Lieux et monuments
- Hôtel de ville (1928)

De style néo-flamand, la mairie a été créée par l'architecte Lepercq.
Le bâtiment est doté de pignons à pas de moineaux (en escaliers), fronton circulaire, clochetons, et utilisation de la brique et de la pierre.
Dans le hall, se trouvait précédemment la maquette d'un château construit au XVIe siècle pour protéger la cité et la campagne environnante qui a été détruit après la Révolution française.
Depuis l'an 2000, un carillon situé sur la façade sonne à chaque heure les notes de "l'eau vive" de Guy Béart, en référence à la vallée de la Deûle.
- Canal de la Deûle

Redevenu l'axe majeur de la cité à la fin du XXe siècle, assaini, bordé de chemins réservés aux piétons, cyclistes et cavaliers, il est très fréquenté dès qu'il fait beau notamment grâce au troquet. Il bénéficie d'une halte nautique pour la plaisance, et d'une rampe de mise à l'eau pour la pratique du canoé-kayak. Le trafic commercial est en hausse, et, en 2012, plusieurs dizaines de péniches passent à Quesnoy chaque jour. Le gabarit, déjà porté à 1 500 tonnes, devrait passer à 3 000 tonnes d'ici quelques années. Un allongement de l'écluse de Quesnoy pour en accroître la capacité de passage a été entrepris par Voies Navigables de France et devrait être achevé en 2025.
- Un projet[41] d'écoquartier.

Élaboré avec LMCU, cet écoquartier se construit peu à peu et ce jusqu'en 2023 (sur 11 hectares classés en ZAC). Il concerne le site dit de « L'Ange gardien », urbanisable depuis 40 ans, et autrefois utilisé par l'usine linière VAN ROBAEYS, près du centre-ville ; Outre 343 logements dont 30 % en locatif social, il prévoit des commerces, services et équipements publics sur 5,2 hectares construits, le reste étant consacré aux infrastructures urbaines (dont places, zones de rencontre et de convivialité, voiries bordées de noues) (et à  2,2 ha d'espaces verts (bois, jardins familiaux, prairie), aussi desservies par des liaisons douces piétonnes et cyclistes. La zone dite de prairie, proche de la Deûle a « vocation à s'intégrer dans la trame verte et à être reprise en gestion par l'« Espace Naturel Lille Métropole » (ENLM) ». Les premiers habitants se sont installés en 2017.

### Édifices chrétiens
- Église Saint-Michel (XXe siècle)  L'église d'origine sera reconstruite au XIXe siècle par Charles Leroy, architecte lillois de la cathédrale Notre-Dame de la Treille. Cette église sera détruite durant la Grande Guerre en 1917 pour être reconstruite en 1932 dans l'état où nous la connaissons actuellement.
- Statue de Saint Michel - Érigée en 1900 par les paroissiens pour marquer le nouveau siècle.  Rénovée en 2000.
- Chapelle de l'Ange Gardien -  Située au chemin de l'Ange Gardien, une chapelle existe à cet endroit dès 1817.  Elle est reconstruite après la Première Guerre mondiale. Elle a été incendiée le 2 juillet 2020.
- Chapelle Marie Notre Mère - Située chemin du Loup.
- Chapelle Notre-Dame des Affligés - Située chemin des patards, elle a été reconstruite en 1925.
- Chapelle Notre-Dame des Champs - Aussi nommée « chapelle du château des Bois ».  Édifiée en 1863 par la famille Crépel et dédiée à la Bonne Mort. Endommagée durant la Seconde Guerre mondiale, elle est restaurée à cette époque par Mr Robert Crépel qui la dédie à Notre-Dame des Champs.
- Chapelle Notre-Dame de Délivrance - Construite en 1820 par la veuve Rouzé.  Reconstruite en 1914 par Monsieur Paul Lepercq-Gruyelle. Elle est détruite pendant la première guerre mondiale puis rebâtie par Mr Paul Lepercq en 1924.  Rénovée successivement en 1945 puis en 2004 par les anciens combattants.
- Chapelle Notre-Dame des Victoires - Située Route de Linselles.  Reconstruite en 1904.
- Chapelle Notre-Dame des Victoires - située rue du Maréchal Foch, connue aussi sous le nom de chapelle Wagnon.
- Chapelle  de la Vierge Mère - Située rue du Quai.  Elle a été construite en 1904 par la famille Lehouck-Warlop, détruite pendant la Première Guerre mondiale et reconstruite en 1923.
- Chapelle Notre-Dame du Bon Secours - Aussi nommée « Chapelle Wauquiez ». Construite en 1838.
- Chapelle Saint Joseph - Aussi nommée chapelle du Cœur Joyeux.  Elle a été construite en 1874 en mémoire de Jean-Jacques Lutun, détruite pendant la Première Guerre mondiale, reconstruite en 1924 et rénovée en 1992.

## Galerie d'images

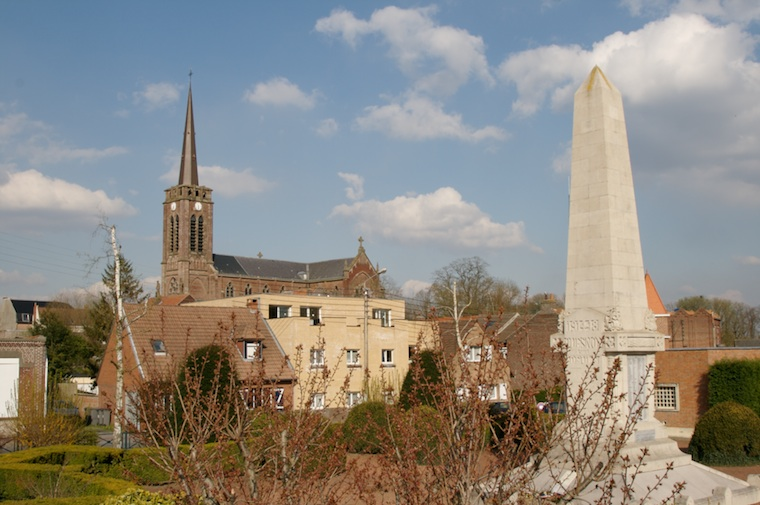
Quesnoy-sur-Deule
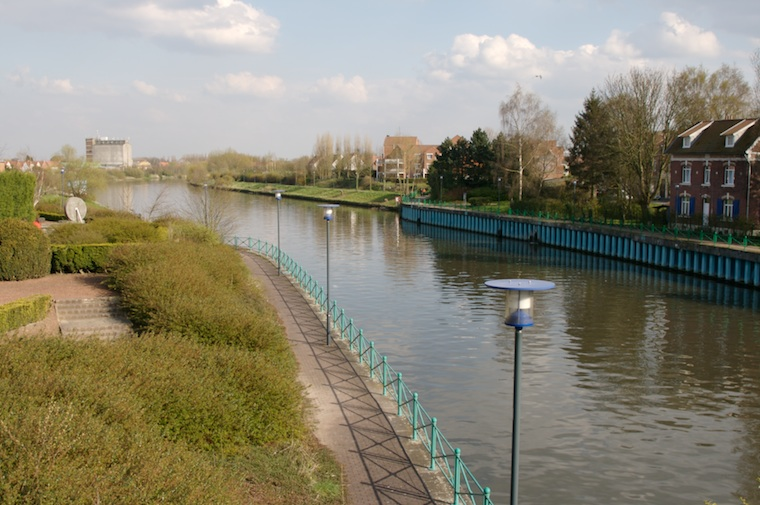
La Deûle, à proximité du centre-ville
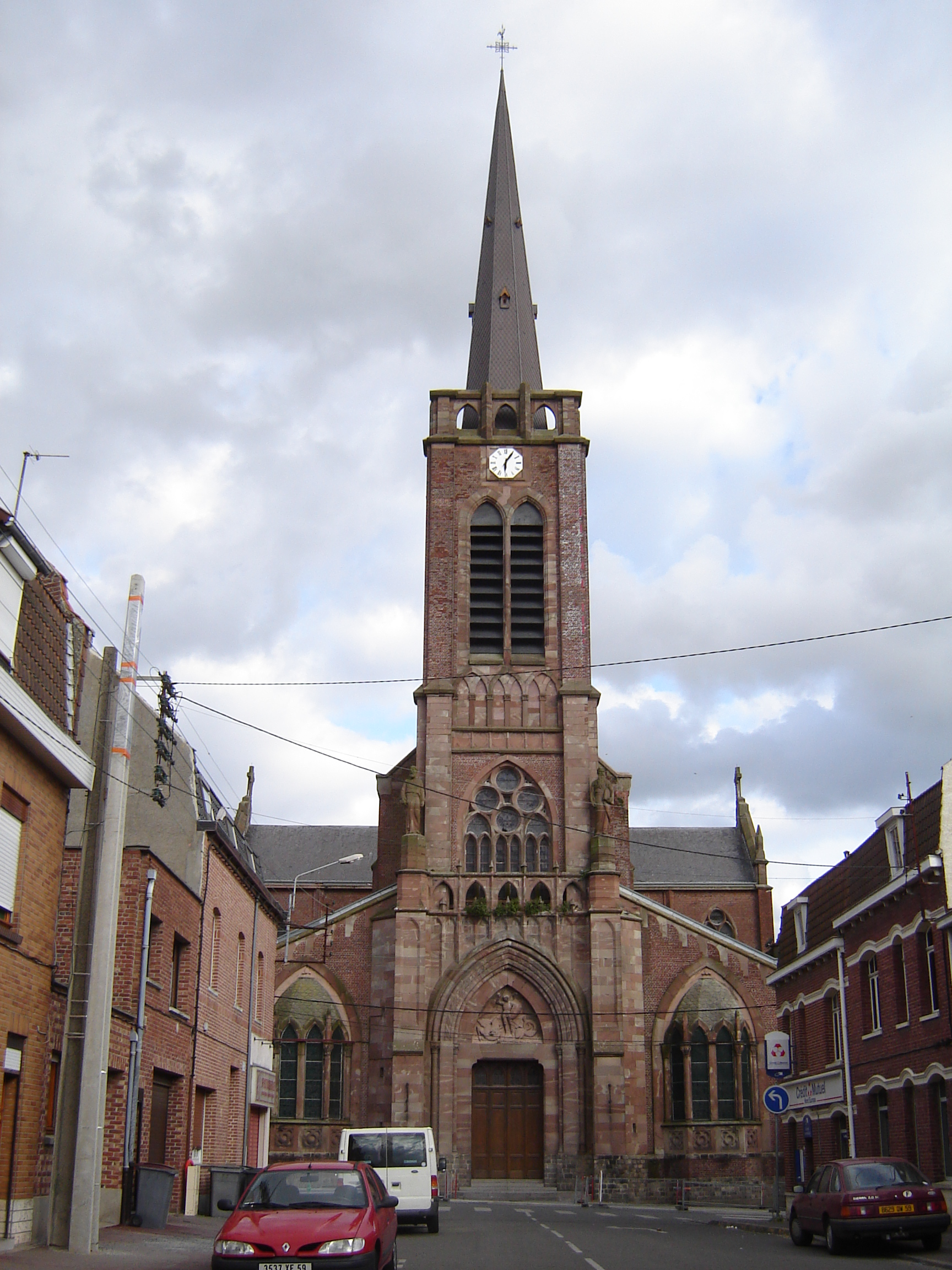
Église Saint-Michel
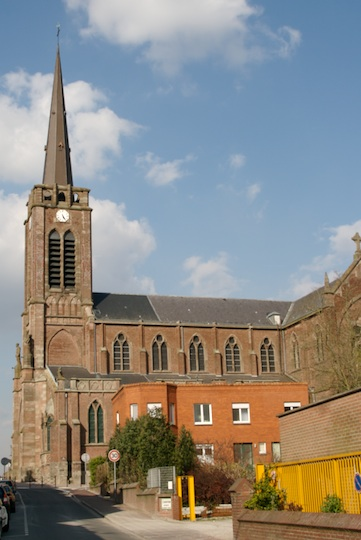
Autre vue de l'église Saint-Michel
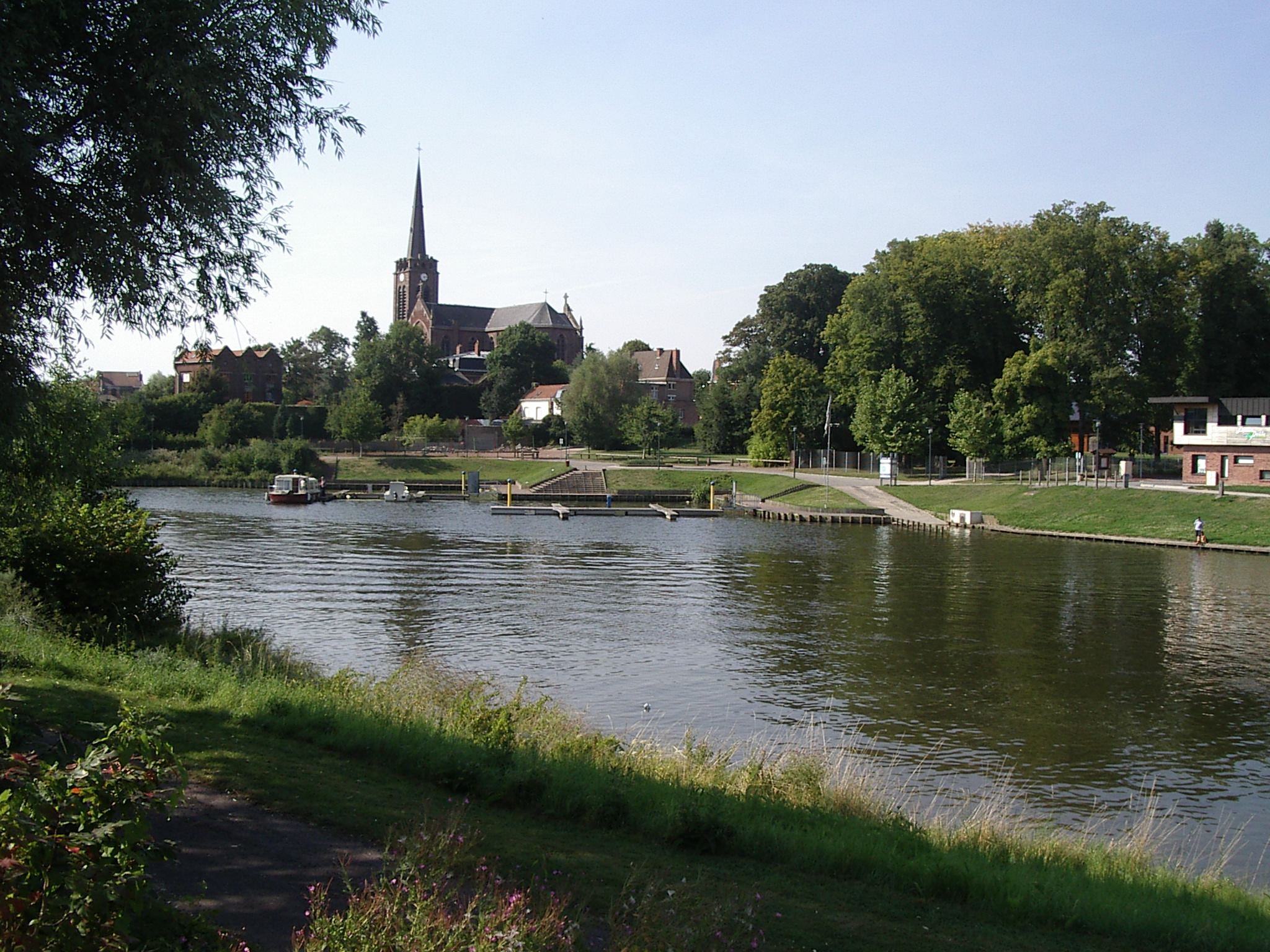
Vue de l'église et du port de plaisance
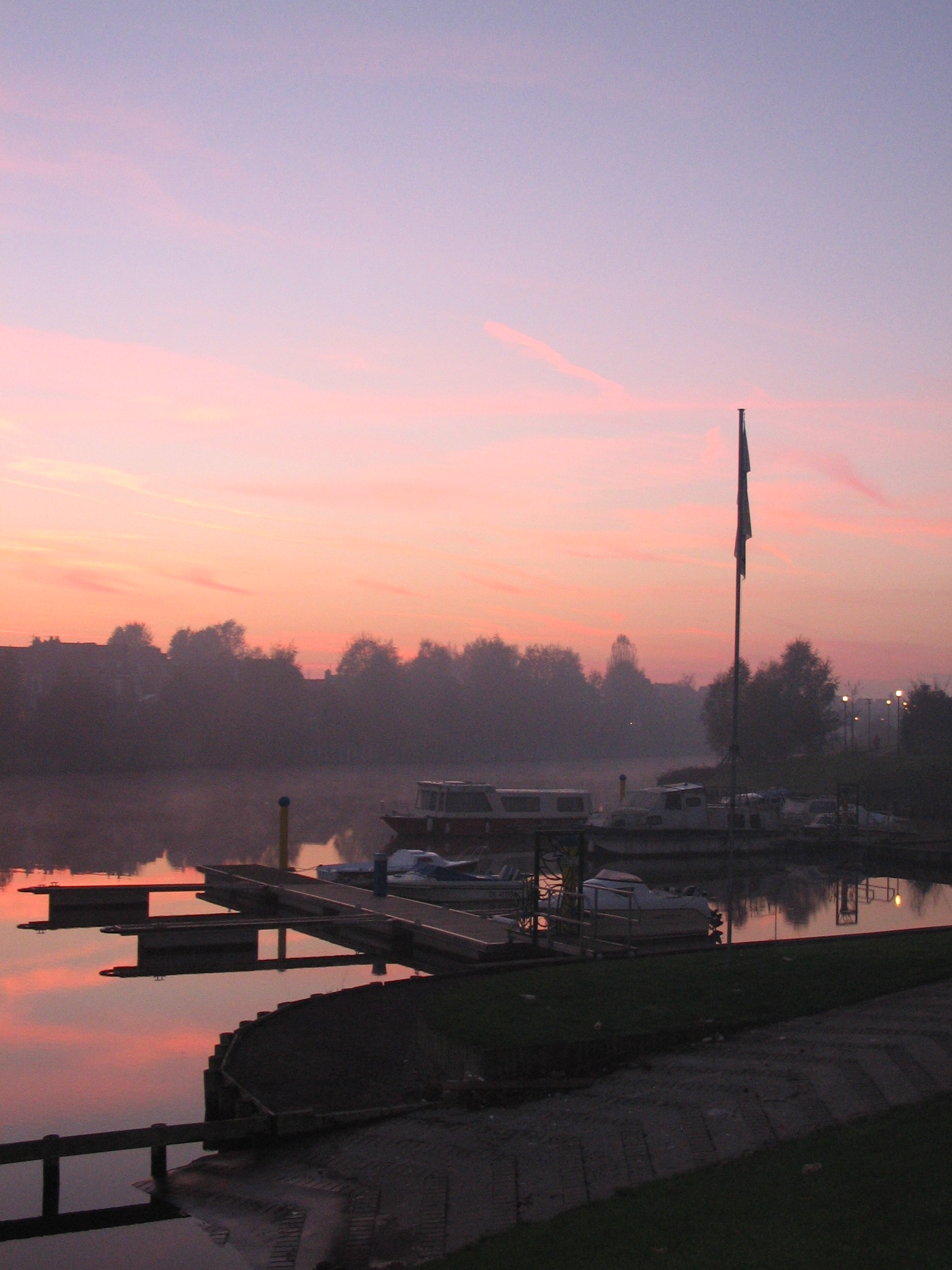
Relais nautique, au bout de l'allée des Etreindelles.
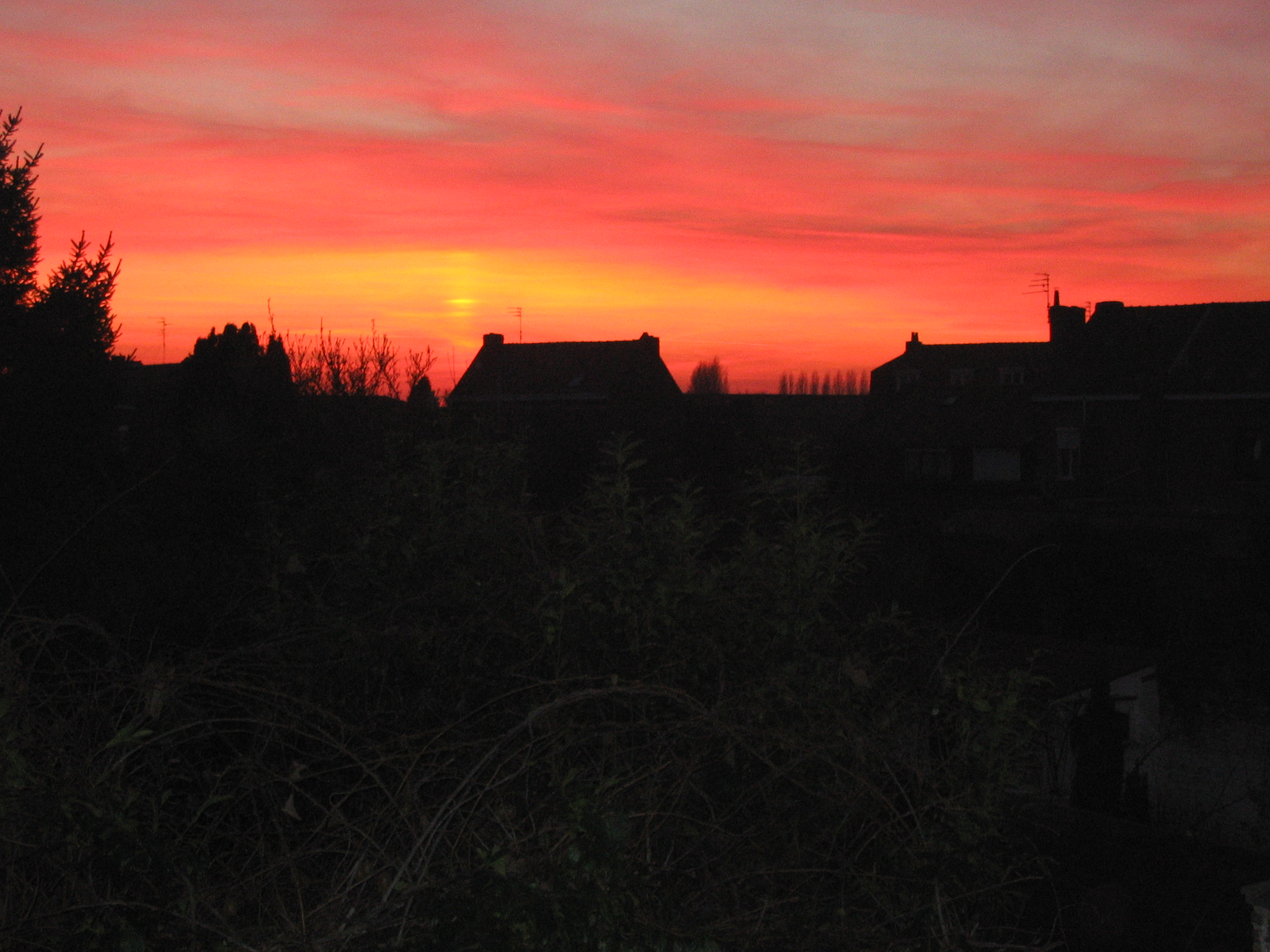
Propriétés au jour tombant.

## Personnalités liées à la commune
- Victor Brochard philosophe
- André Copin peintre